# آرنولد تروایی
آرنولد تروایی (کاتالونیایی: Arnau de Torroja; Unknown – ۳۰ سپتامبر ۱۱۸۴)، نهمین پیشوا و رهبر فرقه شوالیه‌های معبد در بین سال‌های ۱۱۸۱ تا ۱۱۸۴ بود.
آرنولد یکی از اعضای خاندان‌های پرنفوذ بود که روابط بسیار خوبی با خاندان سلطنتی آراگون داشتند. او در سال ۱۱۶۳، به فرقه شوالیه‌های معبد پیوست و ه سال بعد به‌عنوان پیشوا و رهبر فرقه در اسپانیا و پرووانس برگزیده شد. آرنولد بارها از سوی پادشاهان ایبری برای ماموریت‌های دیپلماتیک اعزام شد و سرانجام در سال ۱۱۸۰، به‌عنوان پیشوای اصلی این فرقه انتخاب گردید. ظاهراً به‌نظر نمی‌رسد که او در شرق از حمایت گروه‌ها و هیئت‌های نظامی برخوردار بوده؛ اگرچه که بارها در منازعات نقش میانجی برعهده داشت. در سال ۱۱۸۴، او به همراه رهبر فرقه شوالیه‌های هوسپیتالر، راجر لمولین و اسقف اراکلیوس اورشلیمی به غرب اعزام شد اما در ۳۱ اکتبر در ورنا و پیش از رسیدن به مقصد درگذشت.